# Medalla al Mérito en el Trabajo
La Medalla al Mérito en el Trabajo es una condecoración española de carácter civil que se concede a una persona, corporación, asociación, entidad o empresa, en mérito de una conducta útil y ejemplar en el desempeño de cualquier trabajo, profesión o servicio habitualmente ejercido; o en compensación de daños y sufrimientos padecidos en el cumplimiento de ese deber profesional.

## Historia
La condecoración fue creada por Eduardo Aunós en 1926 como ministro de Trabajo, Comercio e Industria durante el gobierno presidido por el general Primo de Rivera. Fue suprimida durante la II República y restaurada y modificada en 1942. En 1960 y 1982 se aprobaron nuevos reglamentos. El reglamento vigente es de 2022  que entre otras novedades incluye la posible retirada de la medalla a personas que "hubiera realizado actos u observado conductas manifiestamente incompatibles con los valores democráticos y los principios rectores de protección de los derechos humanos".

## Categorías
La Medalla consta de las siguientes categorías:
- Medalla de Oro: equiparable a la categoría de gran cruz. Conlleva el tratamiento de excelencia.
- Medalla de Plata: equiparable a la categoría de comendador con placa o de número. Conlleva  el tratamiento de ilustrísimo o ilustrísima.
- Medalla de Bronce: equiparable a la de caballero/dama. No implica tratamiento alguno.

## Desposesión de distinciones
El agraciado con cualesquiera de las categorías que haya sido sentenciado por la comisión de un delito doloso o pública y notoriamente haya incurrido en actos contrario a las razones determinantes de la concesión de la distinción podrá, en virtud de expediente iniciado de oficio o por denuncia motivada, y con intervención del fiscal de la Real Orden, ser desposeído del título correspondiente a la distinción concedida, decisión que corresponde a quien la otorgó.
En cumplimento de la Ley de Memoria Democrática, algunas Medallas de Oro al Mérito en el Trabajo fueron retiradas póstumamente a figuras destacadas del franquismo, el 27 de octubre de 2022.